# Зубово (Чагодощенский район)
Зубово — деревня в Чагодощенском районе Вологодской области.
Входит в состав Покровского сельского поселения, с точки зрения административно-территориального деления — в Покровский сельсовет.
Расстояние по автодороге до районного центра Чагоды — 49 км, до центра муниципального образования села Покровское — 6 км. Ближайшие населённые пункты — Залужье, Покровское, Фишово.
По переписи 2002 года население — 5 человек.